# Gengældelsens Ret
Gengældelsens Ret er en dansk stumfilm fra 1917 med instruktion og manuskript af Fritz Magnussen.

## Handling
Er kærlighedens ret større end gengældelsens?

## Medvirkende
- Cajus Bruun - Konsul van Huysmann
- Gudrun Bruun Stephensen - Majken, van Huysmanns datter
- Robert Schmidt - Willen, van Huysmanns søn
- Valdemar Møller - Cornelius Hemkirk, konsulens pakmester
- Augusta Blad - Aline Hemkirk, Cornelius' kone
- Olaf Fønss - Jan Hemkirk, fuldmægtig hos konsulen
- Clara Wieth - Marija, Jans søster
- Einar Rosenbaum - Johannider, "menneskeven"
- Peter Malberg - Blüster, konsulens mand i Surabaya
- Emil Helsengreen - Dick Brauwer, plantageejer
- Oscar Nielsen
- Axel Boesen